# أبريست
أبريست (في اللغة الأوكيتانية أبريت) هي بلدية في قسم ألير في أوفيرني-رون ألب وهى منطقة وسط فرنسا.
تعتبر البلدية واحدة من ضمن 37 بلدية أخرى في منطقة فيشي الحضرية، كما أنها تعتبر أيضًا جزء من ريف فيشي أوفيرني.
يُطلق على سكانها اسم أبريستي أو أبريستوني.

## جغرافية
تقع أبريست على بعد حوالي 3 كيلومتر (1.9 ميل) جنوب فيشي و 4 كيلومتر (2.5 ميل) شمال سان يوري. تمتد البلدية على ضفة نهر أليير وكذلك مع النهر الذي يعتبر بمثابة الحدود الغربية للبلدية في الجزء الجنوبي. يمر طريق إداري 131 عبر بعض قرى البلدية على الضفة الغربية من ألير بينما يمر طريق المقاطعات دى 906 وإى 906 سابقًا: طريق فيتشي وطريق تاييرعلى الضفة الشرقية وهو يمر عبر وسط المدينة من فيتشي إلى سانت - يوري. تضم البلدية أيضًا جبل بوربون وبوربون لاماني.

### المحليات والقري الصغيرة
- الضفة اليمني: أبريست، كوينسات، لي بيرنيس، لي دولوتس، لي جاكت، لي ريموندي، لي شوسان، لي سيجورني.
- الضفة اليسرى: لا سابلي، لا بوار، لا تور، لي سابلي.

### مجال الاتصالات

#### الطرق

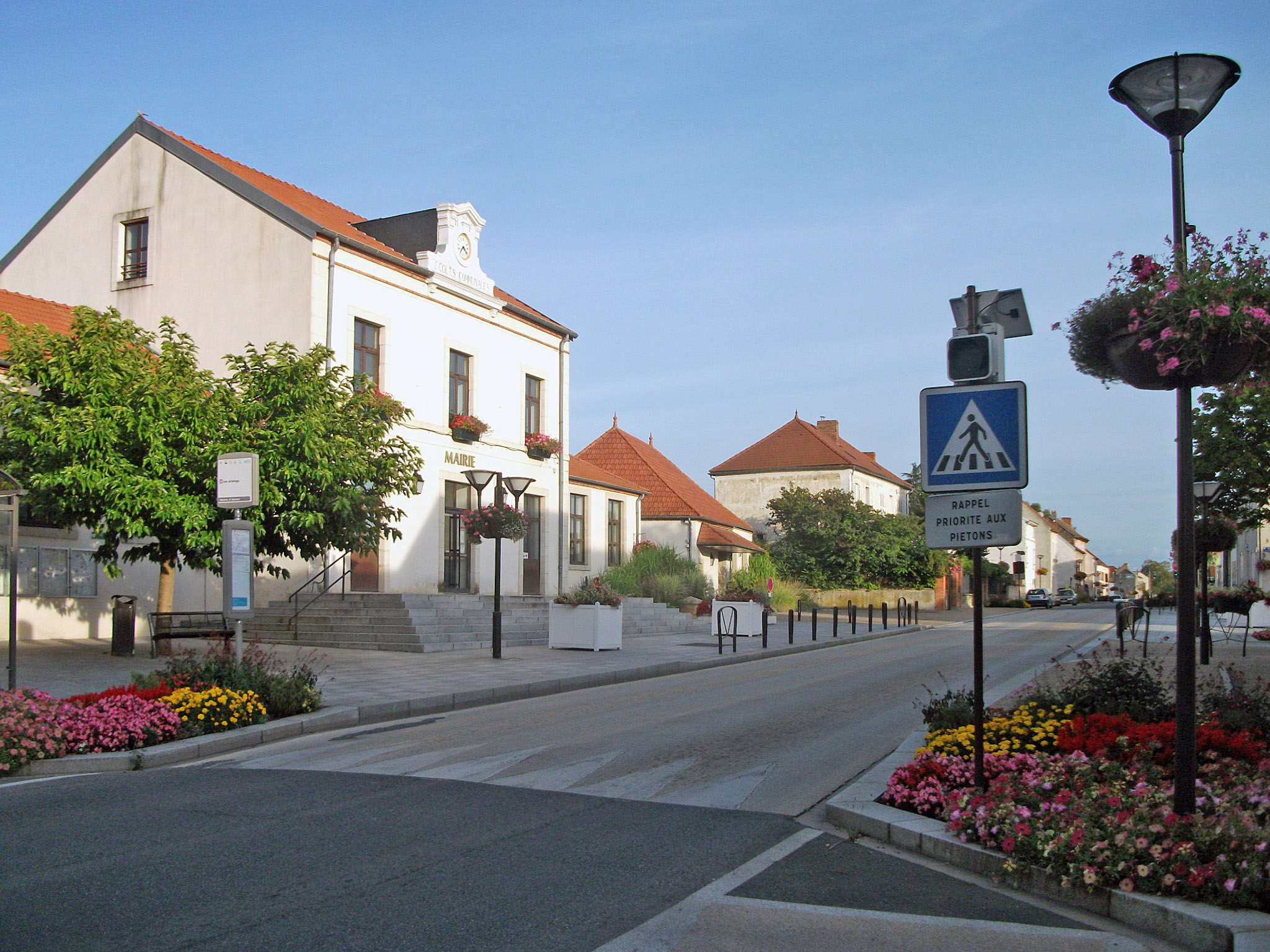
Abrest Town Hall مع محطة حافلاتها للخط D على اليسار وباتجاه Saint-Yorre إلى اليمين في سبتمبر 2013.

يعبر المدينة طريق D906e)D906 سابقًا) الذي يربط لي باى اون فيلاىو تيير وبو-جوليوم وسانت يوري إلى فيتشي التي تعد المحور الرئيسي للحركة. تاريخيا كان هذا الطريق هو الطريق السريع الوطني 106 من نيم إلى سان جيران لو بوي. تستخدم الشاحنات هذا الطريق بشكل كبير، لذلك يمكن وصفه بأنه منطقة خطرة.
يعتبر مكان المدينة بعيد عن أي طريق سريع: الطريق السريع A719 (الذي يتيح الوصول إلى الطريق A71) يبعد حوالي 20 كيلومتر (12 ميل) إلى الغرب والطريق السريع A89 (تقاطع تيير الغربي) يقع على بعد 30 كيلومتر (19 ميل) .
بالنسبة للممر الجنوبي الغربي، والذي يعد الهدف منه هو تحويل مسار تدفق سيارات النقل الثقيل، فمن المتوقع انه سوف يتم افتتاحه عام 2016.
الطرق المقاطعاتية التي تعبر أراضي البلدية هي
- D426 من فيتشي إلى أبريست عبر زا دي لا كروا سانت مارتن وأرض المخيم؛
- D126 من كوسيت إلى أبريست عبر كوت سان آمان؛
- D131 من فيتشي إلى هوترايف (على طول الضفة اليسرى) تخدم منطقة الأعمال La Tour ؛
- D175 من كوسي إلى D43 (63) عبرلي فيرنيت و بوسيعلى طول حدود البلدية معلي فيرنيت، ويمكن الوصول إليها من طريق كوينسات.

#### المواصلات العامة
يخدم أبريست خطان من ضمن تسعة خطوط تضمها شبكة النقل موبي فاى:
- يخدم الطريق D الضفة اليمنى (أرض المعسكر، وملعب جرافير، والقلعة، ووسط المدينة، ومنطقة بيرنتس) ويعمل من الاثنين إلى السبت مع أربع رحلات خارجية وخمس رحلات ذهاب وعودة في اليوم.
- يخدم الطريق G الضفة اليسرى (المنطقة الصناعية في لا تور ولى سابلي) ويمتد من الاثنين إلى السبت مع خمسة أشواط في اليوم.
- خدمة موبي في هي خدمة نقل عند الطلب وهي متاحة للتواصل مع المسارات B و D على الضفة اليمنى، والطرق B و C على الضفة اليسرى.

يتم تقديم الخدمة في الجنوب فقط لمنطقة دولوتس وذلك من قبل طريق تير بين فيتشي وبونت دي تور وتير وأرلانس (6 رحلات يومية ذهابًا وإيابًا). تعمل هذه الخدمة أيضًا في أيام الأحد والعطلات (3 رحلات ذهاب وعودة).
يخدم الطريق 55 (فيتشي- شاتيلدون- باي جوليوم) من شبكة ترانسيدوم أبريست (رحلة واحدة ذهابًا وإيابًا في اليوم واثنان خلال العام الدراسي) يخدم وسط المدينة ودولوتوس.

#### ركوب الدراجات
لا توجد طرق للدراجات في الضفة اليمنى من آلير ولا توجد أي مواقف لركن الدراجات.

#### سكة حديدية

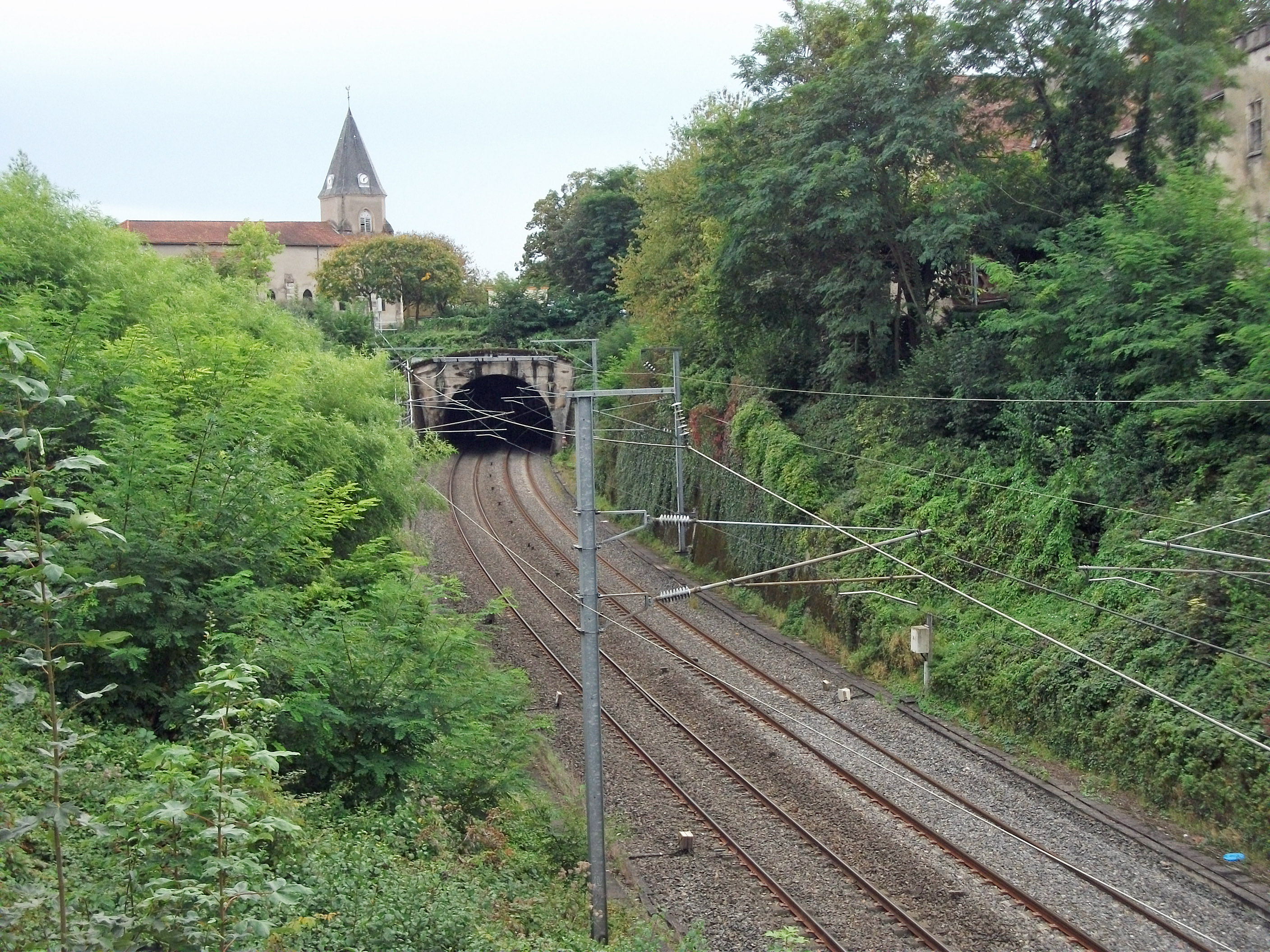
مدخل نفق يمر تحت البلدة

لا يوجد في البلدية محطة لخطوط السكك الحديدية ولكن يمر بها خطان للسكك الحديدية:
- سكة حديد فيشي - ريوم؛
- سكة حديد سان جيرمان دي فوسيه دارساك (حركة شحن فقط).

### التخطيط العمراني
بين عامي 2008 و 2010، تم تطوير الطريق السريع D906 على مرحلتين وذلك بموجب عقد يخضع للبلدية بهدف بناء المدينة:
أولاً، بدات المرحلة الاولي في عام 2008 وذلك بإنشاء 30 كيلومتر في الساعة (19 ميل/س) المنطقة  ومطبات الطريق مع معبر للمشاة وثانيًا المرحلة الثانية في 2009-2010، حيث تم تطوير طريق D906 على يمين مبنى البلدية. لم يغير التطوير من جودة الطريق: ففي بعض الأماكن تدهورت الطريق بسبب مرور الشاحنات الثقيلة التي لا تستطيع السير في أي طريق آخر.

### جيولوجيا
المدينة مدرجة كمنطقة منخفضة في احتمالية حدوث الزلازل مثلها مثل غالبية البلديات في نفس القسم. كما أن البلديات المجاورة لها، باستثناء بروغيس، مدرجة في نفس المستوى.

## التاريخ
تم ذكر اسم البلدية في شكل أبريت (كلمة لاتينية تعنى شجرة) لأول مرة في عام 1301 في قاموس السيد شازود.
كانت أبريست سابقًا جزء من أبرشية كليرمون. تم تحويلها إلى حصن في نهاية القرن السادس عشر وتقع البلدية الحالية على ضفتي نهر آلير. هذا أمر غير معتاد لأن الأنهار المهمة بشكل عام تميل إلى أن تكون بمثابة حدود مشتركة.
في أعلى نقطة في البلدية توجد قلعة قديمة تسمى هارليفانتس تطل على وادي آلير وجبال أوفرجين. يعود تاريخ قلعة شوسين إلى القرن الخامس عشر. يعود تاريخ بناء الكنيسة إلى عام 1793، أما مبنى البلدية فقد تم بناؤه عام 1886.

### الأنشطة في البلدية
النبيذ: كانت البلدية واحدة من المواقع الرئيسية لساحل النبيذ السابق جنبًا إلى جنب مع لي فيرني وبدرجة أقل، سانت يوريو كوسي.
ظهر جاك فرانسوا تشوميل في مقالته عن المياه المعدنية وحمامات فيشي في كليرمونت عام 1734 وكتب: «النبيذ في فيتشي جيد، منحدرات أبريت [أبريست] ، كروت [قرية منقرضة كانت تقع في موقع مقاطعة أيلز ] ، لونج فيجني، خمر سلستين، وريس، وتشاديلتون على الجانب الآخر من نهر جراف لاراما [مكان يوجد فيه بيلي رايف حاليًا] ، كل هذه الخمور جيدة ومتوفرة في باريس.»
استمرت كروم العنب حتى أوائل القرن العشرين.
كانت قرية بيرنتس الصغيرة (التي كُتبت «بيرناي» في القرن الثامن عشر) أهم قرية لصنع وإنتاج النبيذ في البلدية. كانت هناك نسبة عالية من صانعي الخمور في السكان (تصل إلى 70 ٪ من السكان في عام 1750، بالإضافة إلى الأنشطة ذات الصلة بصنع الخمور مثل صناعة براميل تخزين الخمور).
سجل أعلى محصول عنب في منتصف القرن التاسع عشر حيث تمت تغطية الكثير من منحدرات تلة سانت أماند ودولوتوس بالعنب.
شارع العنب (شارع فاينز) وشارع البرميل (شارع باريل) من آثار هذا النشاط.
في الوقت الحاضر، لم تختفِ مزارع العنب تمامًا، ولا يزال العنب يُزرع على نطاق ضيق في بعض الأماكن (2-3 مزارع كروم عائلية).
الميناء: كان أبريست ميناء صغير على الضفة اليمنى من نهر آلير. ومازال ميناء امباسي دى في (شارع كول دي ساك في الميناء القديم) ما زال يشهد على ذلك. ربما شهد هذا الميناء حركة مرور كثيفة للنبيذ.

## شعارات النبالة
قالب:Blazon-arms

## السياسة والإدارة
قائمة رؤساء بلديات آبست المتعاقبين 
| من عند     | إلى        | اسم             | حفل        | موضع                   |
| ---------- | ---------- | --------------- | ---------- | ---------------------- |
| 1995       | 2009       | رينيه بواسيه    | ملاحظة     |                        |
| 2009       | 2014       | كريستيان بوش    | DVG        | نائب رئيس مجلس الوزراء |
| 2014       | يوليو 2020 | باتريك مونتاجنر | DVG ثم DVD |                        |
| يوليو 2020 | تيار       | رومان لوبيز     |            |                        |

(ليست كل البيانات معروفة)
وصلت الميزانية في عام 2011 إلى: 1,526,546 يورو في الاستثمار و 1,827,154 يورو في الحسابات الجارية.

## السكان والمجتمع

### توزيع الفئات العمرية
التوزيع النسبي للفئات العمرية في قسم أبريست وآلي في عام 2017
|                  | أبريست | أبريست | ألير | ألير |
| الفئة العمرية    | رجال   | نساء   | رجال | نساء |
| ---------------- | ------ | ------ | ---- | ---- |
| 0 إلى 14 سنة     | 19.4   | 19.4   | 16.1 | 14.5 |
| من 15 إلى 29 سنة | 12.1   | 13.1   | 15.5 | 12.8 |
| 30 إلى 44 سنة    | 21.0   | 20.3   | 16.4 | 15.6 |
| 45 إلى 59 سنة    | 21.2   | 18.7   | 21.1 | 20.1 |
| 60 إلى 74 سنة    | 18.7   | 18.3   | 20.2 | 20.9 |
| 75 إلى 89 سنة    | 6.8    | 9.3    | 9.7  | 13.5 |
| 90 سنة +         | 0.9    | 0.8    | 1.0  | 2.6  |

## سياسة
الانتخابات الرئاسية الجولة الثانية:
| انتخاب | انتخاب | المرشح الفائز   | حفل | ٪     |
| ------ | ------ | --------------- | --- | ----- |
|        | 2017   | إيمانويل ماكرون | م   | 62.37 |
|        | 2012   | نيكولا ساركوزي  | UMP | 51.29 |
|        | 2007   | نيكولا ساركوزي  | UMP | 56.27 |
|        | 2002   | جاك شيراك       | RPR | 82.15 |

## الاقتصاد

### توظيف
كان عدد من تراوحت اعمارهم بين 15 و 64 عامًا في عام 2017 في البلدية حوالي 1775 نسمة، منهم 1334 (75.2 ٪) نشطون. 138 شخصًا (10.4٪ من السكان النشطين) كانو بلاعمل.
|                  | عمال الزراعة | الحرفيين وأصحاب المتاجر وأصحاب الأعمال | التنفيذيون والمفكرون | مسير وسيط | الموظفين | عمال |
| ---------------- | ------------ | -------------------------------------- | -------------------- | --------- | -------- | ---- |
| السكان النشطون   | 10           | 86                                     | 156                  | 333       | 444      | 343  |
| الموظفون النشطون | 10           | 86                                     | 151                  | 313       | 394      | 293  |
| عدد الوظائف      | 10           | 61                                     | 113                  | 220       | 196      | 284  |

85٪ من الأشخاص الذين لديهم وظيفة كانو يعملون خارج نطاق البلدية.

### الأعمال التجارية في المدينة
تضم بلدية أبريست عشرات الشركات في المنطقة التجارية زا دي لا تور على الضفة اليسرى من نهر آلير.
الشركات في البلدية هي:
- الصناعية: شركة ليجي للسيارات، سايب، حلاق قديم، بروكس للآلات.
- الإنشاءات: اوفرجين للرصف، سوبروميجو، جولبا، دريدجنج المركزية الكبرى، سي إم في روسيجنول، الصناعية للإنشاءات، كوزينس.
- التجارة: جيدمات، أولميد
- الخدمات: إن إس إي للخدمات، آر إل دي 1 فيتشي.

في نهاية عام 2015، كان هناك 212 مؤسسة في بلدية أبريست، 161 (76 ٪) منها كانت مؤسسات فردية. 51 مؤسسة من تلك المؤسسات كان لديها موظفين.

### محلات
بلدية أبريست لديها:
- صيدلية
- مكتب بريد
- جهاز صراف آلي تابع للبنك
- متجر صغير
- لتصفيف الشعر
- مخبز
- بائع سجائر
- ثلاثة مطاعم (لا كولومبي، لا كامبين، وبيكولينو)

## الثقافة والتراث

### التراث المدني

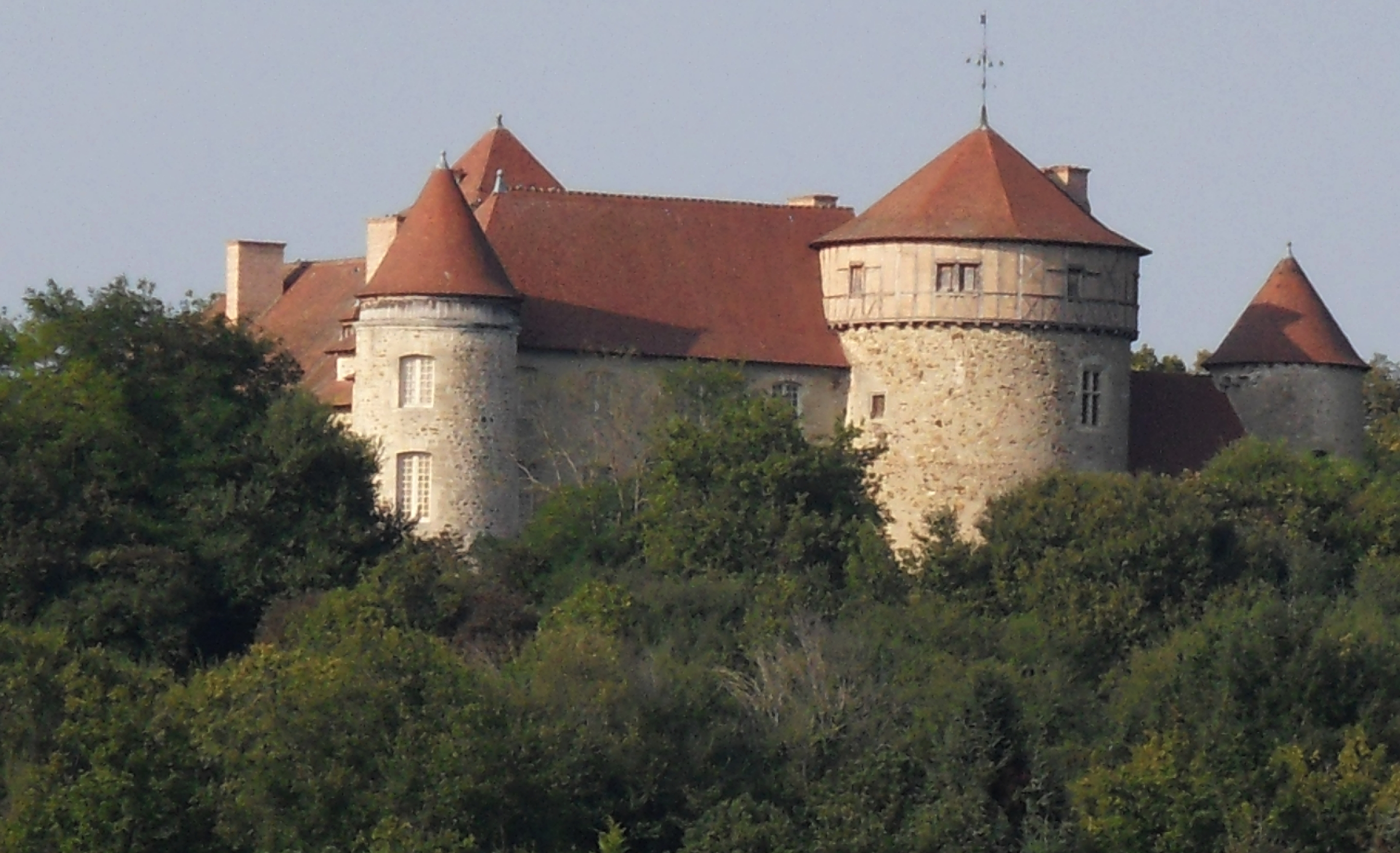
شاتو شوسينز

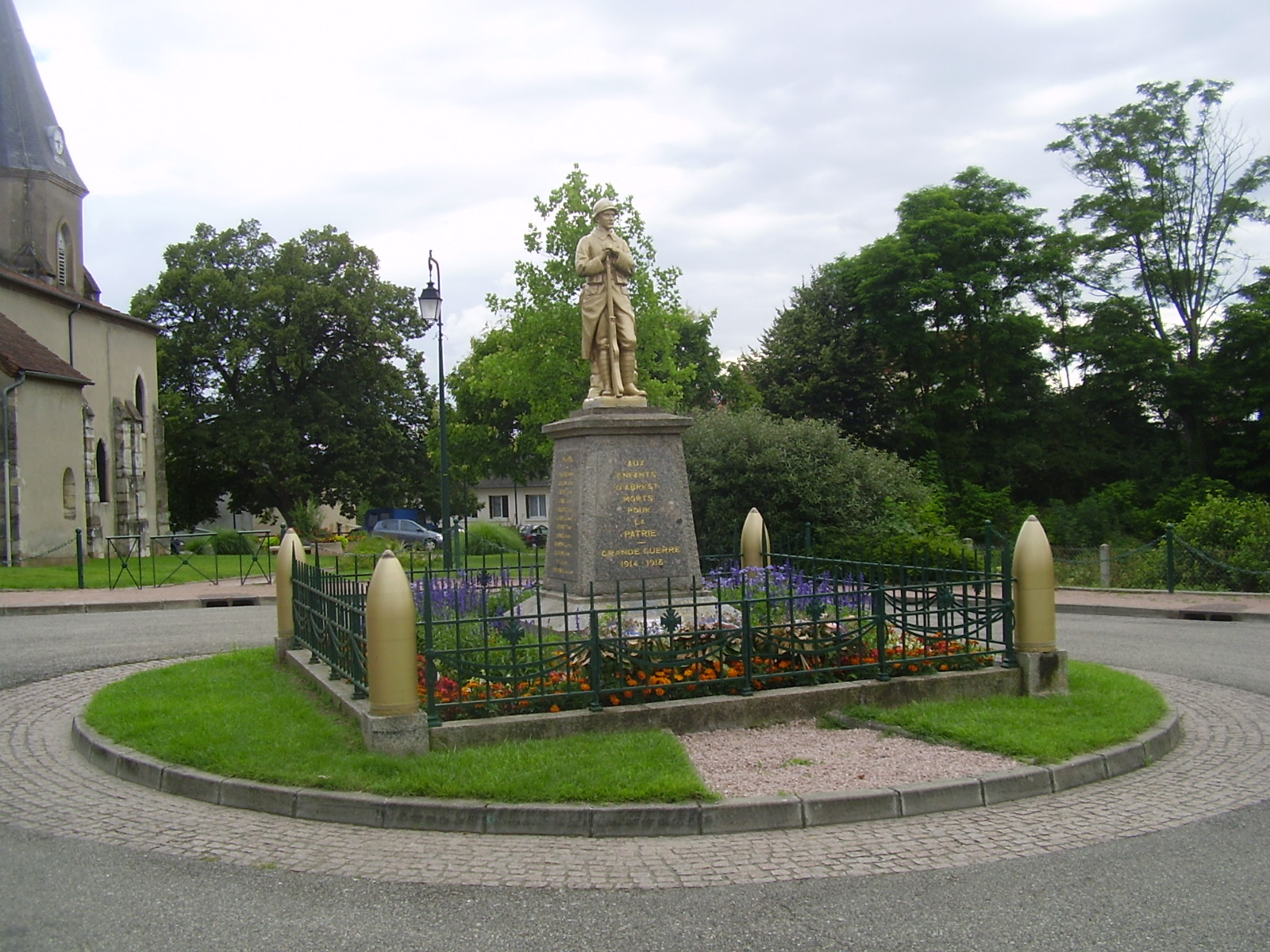
نصب أبريست التذكاري للحرب ، ميدان جان مولان

البلدية لها مبنى واحد تم تسجيله كنصب تاريخي:
- قلعة الاحذية (القرن الرابع عشر)قالب:Mérimée Icon

مواقع أخرى ذات أهمية
- بقايا قصر في المدينة: برج الحمام، أعيد بناؤه جزئيًا في القرن التاسع عشر.
- شاتو دي كوينسات من القرن السابع عشر
- برج القرون الوسطى موبيت. مذكور في القرن الثالث عشر.

### التراث الديني

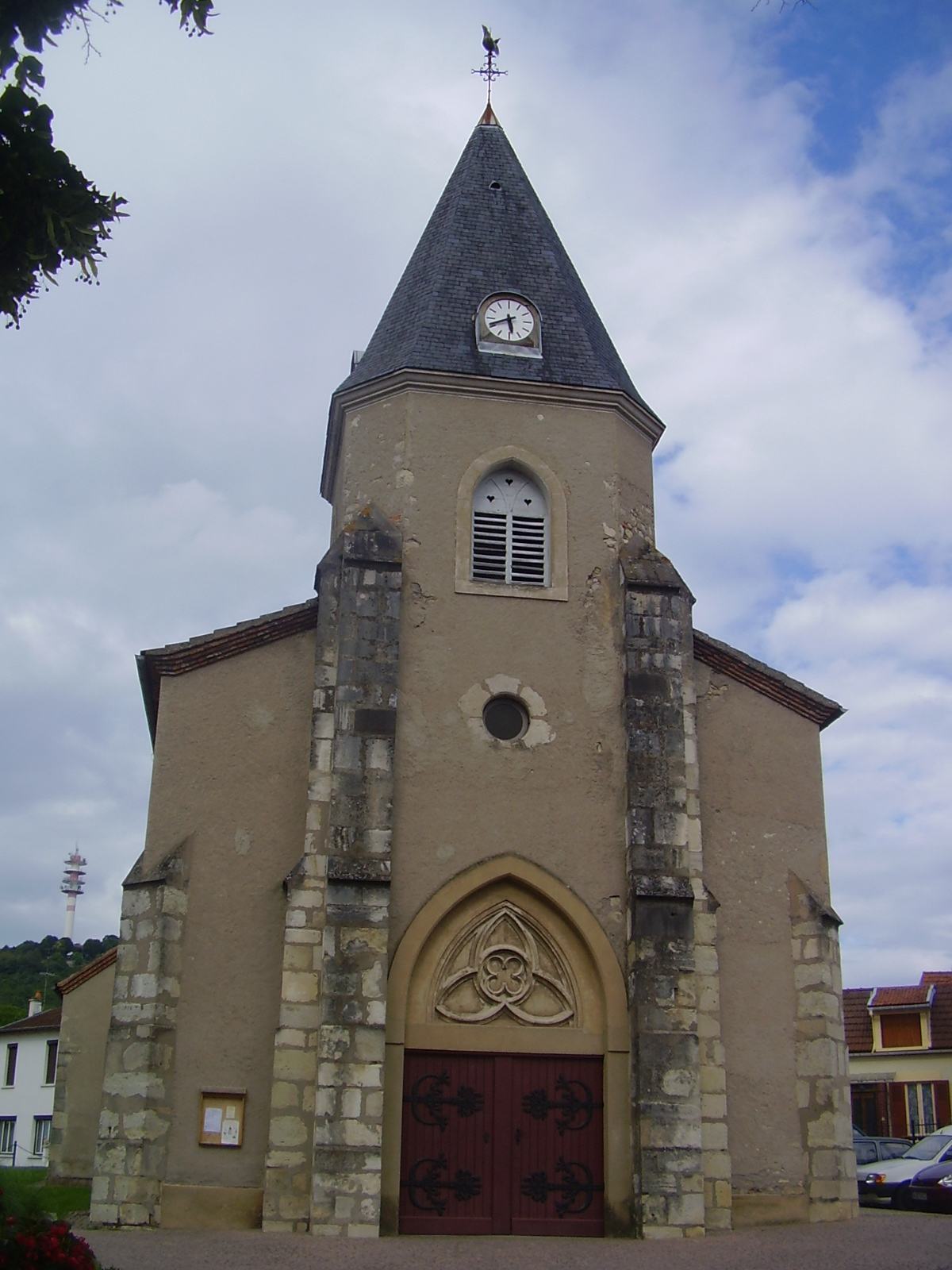
كنيسة ابريست

- كنيسة ابريست . كانت في الأصل كنيسة قوطية، وأعيد بناؤها بالكامل تقريبًا في القرن التاسع عشر.
- الكنيسة الأبرشية القديمة لأبرشية كليرمون، المحصنة في نهاية القرن السادس عشر.

### التراث البيئي
- حديقة شنيفير للزهور والغابات

## مرافق
منذ بدايات عام 2006، يوجد في المدينة مركز مجتمعي ومكتبة بلدية تقع في طريق دى جرافي- على الجزء المنحدر من D426 - وهى تضم 28 مكانًا لركن السيارات، اثنان منها للأشخاص ذوي الإعاقة وضعف الحركة.
أعيد بناء وتجديد القاعة متعددة الأغراض المقامة على الضفة اليمنى للنهر في عام 2009 وأطلق عليها اسم كميل كلوديل .

### التعليم
يوجد بالمدينة مدرسة ابتدائية عامة واحدة تقع في تقاطع شارعى ري دي توريل ورى دى لا كوروا (تم تأمين التطوير في عام 2006 على شارعين مع 30 كم / ساعة واقامة 1 + 3 مطبات سرعة عام 2015).

### الفعاليات والاحتفالات الثقافية
منذ عام 2001، نظمت مدينة أبريست معرضًا للمنتجات العضوية في مايو أو يونيو.
في شهر نوفمبر من كل عام، يقوم الموظفون المحليون في أبريست بتنظيم سوقًا للألعاب التقليدية.

### رياضات
لدى أبريست ملعب كرة قدم، ستاد دي جرافي، ونادي: يو إس أبريست الذي ينشئ عروض ترويجية لمنطقة المقاطعات.

### مرتبطون بارزون بالبلدية
- لويس جاستن ماري ، آخر مركيز من تالارو ماركيز ومالك قصر دو شوسين قبل الثورة الفرنسية
- كان آندري دي سواكسون شخصية مهمة في أبريست. عاش هناك جزءًا من حياته وساعد في تطوير القرية، بما في ذلك إعادة بناء المنازل ومساعدة القرويين. كان آندريه دي سواكسون من طبقة النبلاء الإقليمية.

### روابط خارجية
- موقع أبريست الرسمي باللغة الفرنسية
- أبريست على موقع BNF باللغة الفرنسية
- أبريست على موقع جيوبورتيل ، موقع المعهد الجغرافي الوطني (IGN) باللغة الفرنسية
- أبريتعلى خريطة كاسيني عام 1750